# 國際民航組織機場代碼 (C)
機場列表（按國際民航組織機場代碼排序）: A - B - C - D - E - F - G - H - I - J - K - L - M - N - O - P - Q - R - S - T - U - V - W - X - Y - Z
以下的格式為：
- ICAO機場代碼–機場名稱–機場位置-備註

## CY CZ：加拿大
也可到分類頁面及列表作參考

### CY
- CYAC-貓湖機場-安大略省貓湖
- CYAD-拉格蘭德-3機場-魁北克省拉格蘭德-3發電站
- CYAG-弗朗西斯堡地方機場-安大略省弗朗西斯堡
- CYAH-拉格蘭德-4機場-魁北克省拉格蘭德-4發電站
- CYAL-阿勒特貝機場-英屬哥倫比亞省阿勒特貝
- CYAM-蘇聖瑪麗機場-安大略省蘇聖瑪麗
- CYAQ-Kasabonika機場-安大略省Kasabonika
- CYAS-Kangirsuk機場-魁北克省Kangirsuk
- CYAT-阿塔瓦皮斯基特機場-安大略省阿塔瓦皮斯基特
- CYAU-利物浦/南岸地區機場-新斯科舍省利物浦
- CYAV-溫尼伯/聖安德魯斯機場-馬尼托巴省聖安德魯斯
- CYAW-Shearwater空軍基地-新斯科舍省Shearwater
- CYAX-紫膠杜邦尼特機場-馬尼托巴省紫膠杜邦尼特
- CYAY-聖安東尼機場-紐芬蘭-拉布拉多省聖安東尼
- CYAZ-托菲諾機場-英屬哥倫比亞省托菲諾
- CYBA-班夫機場-艾伯塔省班夫
- CYBB-Kugaaruk機場-努納武特Kugaaruk
- CYBC-貝科莫機場-魁北克省貝科莫
- CYBD-貝拉庫拉機場-英屬哥倫比亞省貝拉庫拉
- CYBE-鈾城機場-薩斯喀徹溫省鈾城
- CYBF-邦尼維爾機場-艾伯塔省邦尼維爾
- CYBG-巴戈特維爾空軍基地-魁北克省巴戈特維爾
- CYBK-貝克湖機場-努納武特貝克湖
- CYBL-坎貝爾河機場-英屬哥倫比亞省坎貝爾河
- CYBN-博登直升機場-安大略省博登
- CYBP-布魯克斯機場-艾伯塔省布魯克
- CYBQ-Tadoule湖機場-馬尼托巴省Tadoule湖
- CYBR-布蘭登機場-馬尼托巴省布蘭登
- CYBT-布羅謝機場-馬尼托巴省布羅謝
- CYBU-尼帕溫機場-薩斯喀徹溫省尼帕溫
- CYBV-貝倫斯里弗機場-馬尼托巴省貝倫斯里弗
- CYBW-卡爾加利/Springbank機場-艾伯塔省卡爾加利
- CYBX-盧德-德-布朗-薩布隆機場-魁北克省布朗-薩布隆
- CYCA-卡特賴特機場-紐芬蘭-拉布拉多省卡特賴特
- CYCB-劍橋灣機場-努納武特劍橋灣
- CYCC-康和地區機場-安大略省康和
- CYCD-納奈莫機場-英屬哥倫比亞省納奈莫
- CYCE-森特勒利亞/詹姆斯紀念機場-安大略省森特勒利亞
- CYCG-卡斯爾加機場-英屬哥倫比亞省卡斯爾加
- CYCH-米羅米奇機場-新不倫瑞克省米羅米奇
- CYCL-查洛機場-新不倫瑞克省查洛
- CYCN-科克倫機場-安大略省科克倫
- CYCO-庫格魯克圖克機場-努納武特庫格魯克圖克
- CYCP-藍河機場-英屬哥倫比亞省藍河
- CYCQ-切特溫德機場-英屬哥倫比亞省切特溫德
- CYCR-跨湖(查理辛克萊紀念)機場-馬尼托巴省跨湖
- CYCS-切斯特菲爾德因萊特機場-努納武特切斯特菲爾德因萊特
- CYCT-Coronation機場-艾伯塔省Coronation
- CYCW-智利域機場-英屬哥倫比亞省智利域
- CYCX-蓋奇敦空軍基地-新不倫瑞克省奧羅莫克托
- CYCY-克萊德河機場-努納武特克萊德河
- CYCZ-費爾蒙特溫泉機場-英屬哥倫比亞省費爾蒙特溫泉
- CYDA-道森市機場-育空地區道森市
- CYDB-伯沃什機場-育空地區伯沃什蘭丁
- CYDC-普林斯頓機場-英屬哥倫比亞省普林斯頓
- CYDF-鹿湖機場-紐芬蘭-拉布拉多省
- CYDN-多芬機場-馬尼托巴省多芬
- CYDO-多爾博-聖菲利西機場-魁北克省多爾博 -米斯塔西尼
- CYDP-奈恩機場-紐芬蘭-拉布拉多省奈恩
- CYDQ-道森河機場-英屬哥倫比亞省道森河
- CYEA-皇后機場-艾伯塔省皇后
- CYED-愛蒙頓空軍基地-艾伯塔省愛蒙頓
- CYEE-米德蘭/休倫尼亞機場-安大略省米德蘭
- CYEG-愛民頓國際機場-艾伯塔省愛民頓
- CYEK-亞懷亞特機場-努納武特亞懷亞特
- CYEL-埃利奧特湖地區機場-安大略省埃利奧特湖
- CYEM-馬尼托瓦寧/東曼尼託林地區機場-安大略省馬尼托瓦寧
- CYEN-埃斯特萬機場-薩斯喀徹溫省埃斯特萬
- CYER-塞文堡機場-安大略省塞文堡
- CYES-埃德門茲頓機場-新不倫瑞克省埃德門茲頓
- CYET-埃德森機場-努納武特埃德森
- CYEU-尤里卡機場-努納武特尤里卡
- CUEV-因紐維克機場-西北地區因紐維克
- CYEY-阿莫斯/馬格尼機場-魁北克省阿莫斯
- CYFA-奧爾巴尼堡機場-安大略省奧爾巴尼堡
- CYFB-伊魁特機場-努納武特伊魁特
- CYFC-弗雷德里克頓機場-新不倫瑞克省弗雷德里克頓
- CYFD-布蘭特福德機場-安大略省布蘭特福德
- CYFE-福里斯特維爾機場-魁北克省福里斯特維爾
- CYFH-霍普堡機場-安大略省霍普堡
- CYFJ-德里維埃高棉-蒙特朗布朗國際機場-魁北克省蒙特朗布朗
- CYFO-弗林弗倫機場-馬尼托巴省弗林弗倫
- CYFR-Resolution堡機場-西北地區Resolution堡
- CYFS-辛普森堡機場-西北地區辛普森堡
- CYFT-馬庫維克機場-紐芬蘭-拉布拉多省馬庫維克
- CYGB-特克塞達/吉利斯灣機場-英屬哥倫比亞省特克塞達島
- CYGD-戈德里奇機場-安大略省戈德里奇
- CYGE-高登機場-英屬哥倫比亞省高登
- CYGH-好望堡機場-西北地區好望堡
- CYGK-金斯頓/諾曼羅傑斯機場-安大略省金斯頓
- CYGL-拉格蘭-德-德里維埃-魁北克省雷迪森
- CYGM-吉姆利工業園機場-馬尼托巴省吉姆利
- CYGO-神湖納羅斯機場-馬尼托巴省神湖納羅斯
- CYGP-加斯佩機場-魁北克省加斯佩
- CYGQ-杰拉爾頓機場-安大略省杰拉爾頓
- CYGR-伊萊斯-德拉馬格達倫機場-魁北克省馬格達倫群島
- CYGT-格魯利克機場-努納武特格魯利克
- CYGV-哈佛聖皮埃爾機場-魁北克省哈佛聖皮埃爾
- CYGW-Kuujjuarapik機場-魁北克省Kuujjuarapik
- CYGX-吉勒姆機場-馬尼托巴省吉勒姆
- CYGZ-格賴斯峽灣機場-努納武特格賴斯峽灣
- CYHA-Quaqtaq機場-魁北克省Quaqtaq
- CYHB-哈德遜灣機場-薩斯喀徹溫省哈德遜灣
- CYHC-溫哥華港口水上機場-英屬哥倫比亞省溫哥華
- CYHD-德萊頓地區機場-安大略省德萊頓
- CYHE-Hope機場-英屬哥倫比亞省Hope
- CYHF-赫斯特地區機場-安大略省赫斯特
- CYHH-Nemaska機場-魁北克省Nemaska
- CYHI-Ulukhaktok機場-西北地區Ulukhaktok
- CYHK-約阿港機場-努納武特約阿港
- CYHM-約翰·卡爾·芒羅哈密爾頓國際機場-安大略省咸美頓
- CYHN-霍恩佩恩地區機場-安大略省霍恩佩恩
- CYHO-霍普代爾機場-紐芬蘭-拉布拉多省霍普代爾
- CYHR-謝弗裡機場-魁北克省謝弗裡
- CYHT-海恩斯結機場-魁北克省海恩斯結
- CYHU-蒙特利爾/聖休伯特機場-魁北克省朗基爾
- CYHY-Hay River機場-西北地區Hay River
- CYHZ-哈利法克斯國際機場-新斯科舍省哈利法克斯
- CYIB-阿蒂科肯地區機場-安大略省阿蒂科肯
- CYID-迪格比機場-新斯科舍省迪格比
- CYIF-聖奧古斯丁機場-魁北克省聖奧古斯丁
- CYIK-Ivujivik機場-魁北克省Ivujivik
- CYIO-龐德因萊特機場-努納武特龐德因萊特
- CYIV-Island Lake機場-馬尼托巴省Island Lake
- CYJA-賈斯珀機場-艾伯塔省賈斯珀
- CYJF-利亞德堡機場-西北地區利亞德堡
- CYJM-聖詹姆斯堡機場-英屬哥倫比亞省聖詹姆斯堡
- CYJN-聖讓河畔機場-魁北克省聖讓河畔黎塞留
- CYJP-普羅維登斯堡機場-西北地區普羅維登斯堡
- CYJT-斯蒂芬維爾國際機場-紐芬蘭-拉布拉多省斯蒂芬維爾
- CYKA-錦祿機場-英屬哥倫比亞省錦祿
- CYKC-科林斯灣機場-薩斯喀徹溫省科林斯灣
- CYKD-阿克拉維克/弗雷迪卡邁克爾機場-西北地區阿克拉維克
- CYKF-滑鐵盧國際機場-安大略省基奇納-滑鐵盧
- CYKG-Kangiqsujuaq機場-魁北克省Kangiqsujuaq
- CYKJ-基湖機場-薩斯喀徹溫省基湖
- CYKL-謝弗維爾機場-魁北克省謝弗維爾
- CYKO-Akulivik機場-魁北克省Akulivik
- CYKQ-Waskaganish機場-魁北克省Waskaganish
- CYKX-柯克蘭萊克機場-安大略省柯克蘭萊克
- CYKY-金德斯利機場-薩斯喀徹溫省金德斯利
- CYKZ-Buttonville機場-安大略省Buttonville
- CYLA-Aupaluk機場-魁北克省Aupaluk
- CYLB-拉克拉比什機場-艾伯塔省拉克拉比什
- CYLC-Kimmirut機場-努納武特Kimmirut
- CYLD-沙普洛機場-安大略省沙普洛
- CYLH-蘭斯多恩樓機場-安大略省蘭斯多恩樓
- CYLJ-草甸湖機場-薩斯喀徹溫省草甸湖
- CYLK-Lutselk'e機場-西北地區Lutselk'e
- CYLL-勞埃德明斯特機場-艾伯塔省/薩斯喀徹溫省勞埃德明斯特
- CYLQ-拉蒂克機場-魁北克省拉蒂克
- CYLR-利夫拉皮茲機場-馬尼托巴省利夫拉皮茲
- CYLT-阿勒特機場-努納武特阿勒特
- CYLU-Kangiqsualujjuaq機場-魁北克省Kangiqsualujjuaq
- CYLW-基隆拿國際機場-英屬哥倫比亞省基隆拿
- CYMA-梅奧機場-育空地區梅奧
- CYME-馬塔內機場-魁北克省馬塔內
- CYMG-馬尼圖瓦奇機場-安大略省馬尼圖瓦奇
- CYMH-瑪麗港機場-紐芬蘭-拉布拉多省瑪麗港
- CYMJ-穆斯喬空軍基地-薩斯喀徹溫省穆斯喬
- CYML-沙勒瓦機場-魁北克省沙勒瓦
- CYMM-麥克默里堡機場-艾伯塔省麥克默里堡
- CYMO-穆索尼機場-安大略省穆索尼
- CYMT-希布加莫機場-魁北克省希布加莫
- CYMU-Umiujaq機場-魁北克省Umiujaq
- CYMW-馬尼沃基機場-魁北克省馬尼沃基
- CYMX-蒙特利爾－米拉貝勒國際機場-魁北克省蒙特利爾
- CYNA-納塔什昆機場-魁北克省納塔什昆
- CYNC-Wemindji機場-魁北克省Wemindji
- CYND-加蒂諾-渥太華機場-魁北克省加蒂諾
- CYNE-Norway House機場-馬尼托巴省Norway House
- CYNH-哈德森角機場-英屬哥倫比亞省哈德森角
- CYNJ-蘭利地區機場-英屬哥倫比亞省蘭利
- CYNL-Points North Landing機場-薩斯喀徹溫省Points North Landing
- CYNM-馬塔加米機場-魁北克省馬塔加米
- CYNN-Nejanilini湖機場-馬尼托巴省Nejanilini湖
- CYNR-麥凱堡機場-艾伯塔省麥凱堡
- CYOA-Ekati機場-西北地區Ekati
- CYOC-老烏鴉機場-育空地區老烏鴉
- CYOD-冷湖空軍基地-艾伯塔省冷湖
- CYOH-牛津樓機場-馬尼托巴省牛津樓
- CYOJ-高階機場-艾伯塔省高階
- CYOO-奧沙瓦機場-安大略省奧沙瓦
- CYOP-彩虹湖機場-艾伯塔省彩虹湖
- CYOS-歐文桑德地區機場-安大略省歐文桑德
- CYOW-渥太華麥克唐納－卡蒂埃國際機場-安大略省渥太華
- CYOY-Valcartier直升機場-魁北克省Valcartier
- CYP2-哈利法克斯(溫莎公園)直升機場-新斯科舍省哈利法克斯
- CYPA-阿爾伯特王子機場-薩斯喀徹溫省阿爾伯特王子
- CYPC-波拉圖克機場-西北地區波拉圖克
- CYPD-霍克斯伯里港機場-新斯科舍省霍克斯伯里港
- CYPE-和平河機場-艾伯塔省和平河
- CYPG-波蒂奇拉普雷裡機場-馬尼托巴省波蒂奇拉普雷裡
- CYPH-Inukjuak機場-魁北克省Inukjuak
- CYPK-彼特斯機場-英屬哥倫比亞省彼特斯
- CYPL-皮克爾萊克機場-安大略省皮克爾萊克
- CYPM-皮康吉肯機場-安大略省皮康吉肯
- CYPN-Menie港口機場-魁北克省Menie港口
- CYPO-Peawanuck機場-安大略省Peawanuck
- CYPP-Parent機場-魁北克省Parent
- CYPQ-彼得堡機場-安大略省彼得堡
- CYPR-魯珀特王子港機場-英屬哥倫比亞省魯珀特王子港
- CYPS-彭伯頓機場-英屬哥倫比亞省彭伯頓
- CYPT-皮利島機場-安大略省皮利
- CYPU-Puntzi山機場-英屬哥倫比亞省Puntzi山
- CYPW-鮑威爾河機場-英屬哥倫比亞省鮑威爾河
- CYPX-Puvirnituq機場-英屬哥倫比亞省Puvirnituq
- CYPY-奇普懷恩堡機場-艾伯塔省奇普懷恩堡
- CYPZ-伯恩斯湖機場-英屬哥倫比亞省伯恩斯湖
- CYQA-慕斯科卡機場-安大略省慕斯科卡
- CYQB-魁北克讓·勒薩熱國際機場-魁北克省魁北克市
- CYQD-加萊機場-馬尼托巴省加萊
- CYQF-紅鹿市地區機場-艾伯塔省紅鹿市
- CYQG-溫莎機場-安大略省溫莎
- CYQH-沃森萊克機場-育空地區沃森萊克
- CYQI-雅茅斯機場-新斯科舍省雅茅斯
- CYQK-凱洛拉機場-安大略省凱洛拉
- CYQL-萊斯布里奇郊野機場-艾伯塔省萊斯布里奇
- CYQM-蒙克頓國際機場-新不倫瑞克省蒙克頓
- CYQN-納基納機場-安大略省納基納
- CYQQ-馬可斯空軍基地-英屬哥倫比亞省馬可斯
- CYQR-里賈納國際機場-薩斯喀徹溫省里賈納
- CYQS-聖托馬斯機場-安大略省聖托馬斯
- CYQT-桑德貝國際機場-安大略省桑德貝
- CYQU-大草原機場-艾伯塔省大草原
- CYQV-約克頓地區機場-薩斯喀徹溫省約克頓
- CYQW-北貝特爾福德機場-薩斯喀徹溫省北貝特爾福德
- CYQX-甘德國際機場-紐芬蘭-拉布拉多省甘德
- CYQY-悉尼機場-新斯科舍省悉尼
- CYQZ-克內爾機場-英屬哥倫比亞省克內爾
- CYRA-Gamèti機場-西北地區Gamèti
- CYRB-Resolute灣機場-努納武特Resolute
- CYRC-希庫蒂米機場-魁北克省希庫蒂米
- CYRI-德里維埃-篤盧普機場-魁北克省德里維埃-篤盧普
- CYRJ-羅貝瓦爾機場-魁北克省羅貝瓦爾
- CYRL-紅湖機場-安大略省紅湖
- CYRM-洛磯山家機場-艾伯塔省洛磯山家
- CYRO-渥太華/羅克利夫機場-安大略省渥太華
- CYRP-渥太華/鯉魚機場-安大略省渥太華
- CYRQ-三河市機場-魁北克省三河市
- CYRS-Red Sucker湖機場-馬尼托巴省Red Sucker
- CTRT-蘭進機場-努納武特蘭進
- CYRV-史托克機場-英屬哥倫比亞省史托克
- CYSB-薩德伯機場-安大略省大薩德伯里
- CYSC-舍布魯克機場-魁北克省舍布魯克
- CYSD-薩菲爾德直升機場-艾伯塔省薩菲爾德
- CYSE-Squamish機場-英屬哥倫比亞省Squamish
- CYSF-Stony Rapids機場-薩斯喀徹溫省Stony Rapids
- CYSG-聖喬治機場-魁北克省聖喬治
- CYSH-史密斯瀑布-蒙塔古機場-安大略省史密斯瀑布
- CYSJ-聖約翰機場-新不倫瑞克省聖約翰
- CYSK-Sanikiluaq機場-努納武特Sanikiluaq
- CYSL-聖萊昂納爾機場-新不倫瑞克省聖萊昂納爾
- CYSM-史密斯堡機場-西北地區史密斯堡
- CYSN-聖凱瑟琳/尼亞加拉地區機場-安大略省聖凱瑟琳
- CYSP-馬拉松機場-安大略省馬拉松
- CYSQ-艾蓮機場-英屬哥倫比亞省艾蓮
- CYSR-Nanisivik機場-努納武特Nanisivik
- CYST-德蘭點機場-馬尼托巴省德蘭點
- CYSU-薩默賽德機場-愛德華王子島薩默賽德
- CYSW-斯伯伍德/埃爾克瓦利機場-英屬哥倫比亞省斯伯伍德
- CYSY-薩克斯港機場-西北地區薩克斯港
- CYSZ-聖安妮德蒙機場-魁北克省聖安妮德蒙
- CYTA-彭布羅克機場-安大略省彭布羅克
- CYTE-多塞特角機場-努納武特多塞特角
- CYTF-阿爾瑪機場-魁北克省阿爾瑪
- CYTH-湯普森機場-馬尼托巴省湯普森
- CYTL-大鱒魚湖機場-安大略省大鱒魚湖
- CYTN-特倫頓機場-新斯科舍省特倫頓
- CYTQ-Tasiujaq機場-魁北克省Tasiujaq
- CYTR-特倫頓空軍基地-安大略省特倫頓
- CYTS-蒂明斯機場-安大略省蒂明斯
- CYTZ-比利·畢曉普多倫多市機場-安大略省多倫多
- CYUB-圖克托亞圖克機場-西北地區圖克托亞圖克
- CYUL-蒙特利爾皮埃爾·埃利奧特·特魯多國際機場-魁北克省蒙特利爾
- CYUT-淺水灣機場-努納武特淺水灣
- CYUX-霍爾海灘機場-努納武特霍爾海灘
- CYUY-魯安-諾蘭達機場-魁北克省魯安-諾蘭達
- CYVB-文德機場-魁北克省文德
- CYVC-拉龍日機場-薩斯喀徹溫省拉龍日
- CYVD-弗登地區機場-馬尼托巴省弗登
- CYVG-硃砂機場-艾伯塔省硃砂
- CYVK-弗農地區機場-英屬哥倫比亞省弗農
- CYVM-Qikiqtarjuaq機場-努納武特Qikiqtarjuaq
- CYVO-瓦勒多機場-魁北克省瓦勒多
- CYVP-Kuujjuaq機場-魁北克省Kuujjuaq
- CYVQ-諾曼韋爾斯機場-西北地區諾曼韋爾斯
- CYVR-溫哥華國際機場-英屬哥倫比亞省溫哥華
- CYVT-布法羅納羅斯機場-薩斯喀徹溫省布法羅納羅斯
- CYVV-懷爾頓機場-安大略省懷爾頓
- CYVZ-鹿湖機場-安大略省鹿湖
- CYWA-佩塔瓦瓦機場-安大略省佩塔瓦瓦
- CYWG-溫尼伯詹姆斯·阿姆斯特朗·理查森國際機場-馬尼托巴省溫尼伯
- CYWH-維多利亞內港機場-英屬哥倫比亞省維多利亞
- CYWJ-德利內機場-西北地區德利內
- CYWK-沃布什機場-紐芬蘭-拉布拉多省沃布什
- CYWL-威廉姆斯湖機場-英屬哥倫比亞省威廉姆斯湖
- CYWM-阿薩巴斯卡機場-艾伯塔省阿薩巴斯卡
- CYWP-Webequie機場-安大略省Webequie
- CYWV-溫賴特機場-艾伯塔省溫賴特
- CYWY-Wrigley機場-西北地區Wrigley
- CYXC-克蘭布魯克/加拿大落基山脈機場-英屬哥倫比亞省克蘭布魯克
- CYXD-埃德蒙頓市中心機場-艾伯塔省愛民頓
- CYXE-薩斯卡通約翰·喬治·迪芬貝克國際機場-薩斯喀徹溫省薩斯卡通
- CYXH-梅迪辛哈特機場-艾伯塔省梅迪辛哈特
- CYXJ-聖約翰堡機場-英屬哥倫比亞省聖約翰堡
- CYXK-穆斯基機場-魁北克省穆斯基
- CYXL-蘇山機場-安大略省蘇山
- CYXN-鯨灣機場-努納武特鯨灣
- CYXP-龐納唐機場-努納武特龐納唐
- CYXQ-河狸溪機場-育空地區河狸溪
- CYXR-厄爾頓機場-安大略省厄爾頓
- CYXS-喬治王子城機場-英屬哥倫比亞省喬治王子城
- CYXT-Terrace機場-英屬哥倫比亞省Terrace
- CYXU-倫敦國際機場-安大略省倫敦
- CYXX-亞博斯福國際機場-英屬哥倫比亞省亞博斯福
- CYXY-埃里克·尼爾森白馬國際機場-育空地區白馬市
- CYXZ-瓦瓦機場-安大略省瓦瓦
- CYYB-北灣機場-安大略省北灣
- CYYC-卡加利國際機場-艾伯塔省卡加利
- CYYD-史密瑟斯機場-英屬哥倫比亞省史密瑟斯
- CYYE-納爾遜堡機場-英屬哥倫比亞省納爾遜堡
- CYYF-彭蒂克頓地區機場-英屬哥倫比亞省彭蒂克頓
- CYYG-查洛頓機場-愛德華王子島查洛頓
- CYYH-Taloyoak機場-努納武特Taloyoak
- CYYJ-維多利亞國際機場-英屬哥倫比亞省維多利亞 (卑詩)
- CYYL-林恩湖機場-馬尼托巴省林恩湖
- CYYM-考利機場-艾伯塔省考利
- CYYN-斯威夫特卡倫特機場-薩斯喀徹溫省斯威夫特卡倫特
- CYYO-溫亞德機場-薩斯喀徹溫省溫亞德
- CYYQ-丘吉爾機場-馬尼托巴省丘吉爾
- CYYR-鵝灣空軍基地-紐芬蘭-拉布拉多省快樂谷-鵝灣
- CYYT-聖約翰斯國際機場-紐芬蘭-拉布拉多省聖約翰斯 (紐芬蘭-拉布拉多省)
- CYYU-卡普斯卡辛機場-安大略省卡普斯卡辛
- CYYW-阿姆斯特朗機場-安大略省阿姆斯特朗
- CYYY-蒙若利機場-魁北克省蒙若利
- CYYZ-多倫多皮爾遜國際機場-安大略省多倫多
- CYZD-多倫多/唐士維機場-安大略省多倫多
- CYZE-戈爾貝機場-安大略省戈爾貝
- CYZF-黃刀鎮機場-西北地區黃刀鎮
- CYZG-Salluit機場-魁北克省Salluit
- CYZH-奴湖機場-艾伯塔省奴湖
- CYZP-桑茲皮特機場-英屬哥倫比亞省桑茲皮特
- CYZR-薩尼亞市機場-安大略省薩尼亞市
- CYZS-珊瑚港機場-努納武特珊瑚港
- CYZT-哈迪港機場-英屬哥倫比亞省哈迪港
- CYZU-懷特考特機場-艾伯塔省懷特考特
- CYZV-Sept-Îles機場-魁北克省Sept-Îles
- CYZW-特斯林機場-育空地區特斯林
- CYZX-格林伍德空軍基地-新斯科舍省格林伍德
- CYZY-麥肯齊機場-英屬哥倫比亞省麥肯齊

### CZ
- CZAC-York Landing機場-馬尼托巴省York Landing
- CZAM-薩蒙阿姆機場-英屬哥倫比亞省薩蒙阿姆
- CZBA-伯林頓機場-安大略省伯林頓
- CZBB-邊界灣機場-英屬哥倫比亞省三角
- CZBD-依爾福機場-馬尼托巴省依爾福
- CZBF-巴瑟斯特機場-新不倫瑞克省巴瑟斯特
- CZBM-布羅蒙機場-魁北克省布羅蒙
- CZEE-凱爾西機場-馬尼托巴省凱爾西
- CZEM-伊斯特梅恩河機場-魁北克省伊斯特梅恩
- CZFA-法魯機場-育空地區法魯
- CZFD-豐迪拉克機場-薩斯喀徹溫省豐迪拉克
- CZFG-帕卡塔瓦根機場-馬尼托巴省帕卡塔瓦根
- CZFM-麥克弗森堡機場-西北地區麥克弗森堡
- CZFN-圖利塔機場-西北地區圖利塔
- CZGF-大福克斯機場-英屬哥倫比亞省大福克斯
- CZGI-神河機場-馬尼托巴省神河
- CZGR-小大急流城機場-馬尼托巴省小大急流城
- CZHP-高草原機場-艾伯塔省高草原
- CZJG-Jenpeg機場-馬尼托巴省Jenpeg
- CZJN-天鵝河機場-馬尼托巴省天鵝河
- CZKE-Kashechewan機場-安大略省Kashechewan
- CZLQ-錫基特波蒂奇機場-馬尼托巴省錫基特波蒂奇
- CZMD-麝鼠大壩機場-安大略省麝鼠大壩
- CZML-南卡里布機場-英屬哥倫比亞省南卡里布
- CZMN-皮奎托內機場-馬尼托巴省皮奎托內
- CZMT-馬塞特機場-英屬哥倫比亞省馬塞特
- CZNG-白楊河機場-馬尼托巴省白楊河
- CZNL-尼爾森機場-英屬哥倫比亞省尼爾森
- CZPB-薩奇戈湖機場-安大略省薩奇戈湖
- CZPC-平徹克里克機場-艾伯塔省平徹克里克
- CZPO-Pinehouse湖機場-薩斯喀徹溫省Pinehouse湖
- CZRJ-北美馴鹿湖機場-安大略省北美馴鹿湖
- CZSN-南印度湖機場-馬尼托巴省南印度湖
- CZST-斯圖爾特機場-英屬哥倫比亞省斯圖爾特
- CZSW-魯珀特王子港機場-英屬哥倫比亞省魯珀特王子港
- CZTA-Bloodvein河機場-馬尼托巴省Bloodvein河
- CZTM-沙馬塔瓦機場-馬尼托巴省沙馬塔瓦
- CZUC-伊尼亞斯地區機場-安大略省伊尼亞斯
- CZUM-丘吉爾瀑布機場-紐芬蘭-拉布拉多省丘吉爾瀑布
- CZVL-維倫紐夫機場-艾伯塔省維倫紐夫
- CZWH-紫膠布羅歇機場-馬尼托巴省紫膠布羅歇
- CZWL-伍拉斯頓湖機場-薩斯喀徹溫省伍拉斯頓湖